# Gewindewalzen

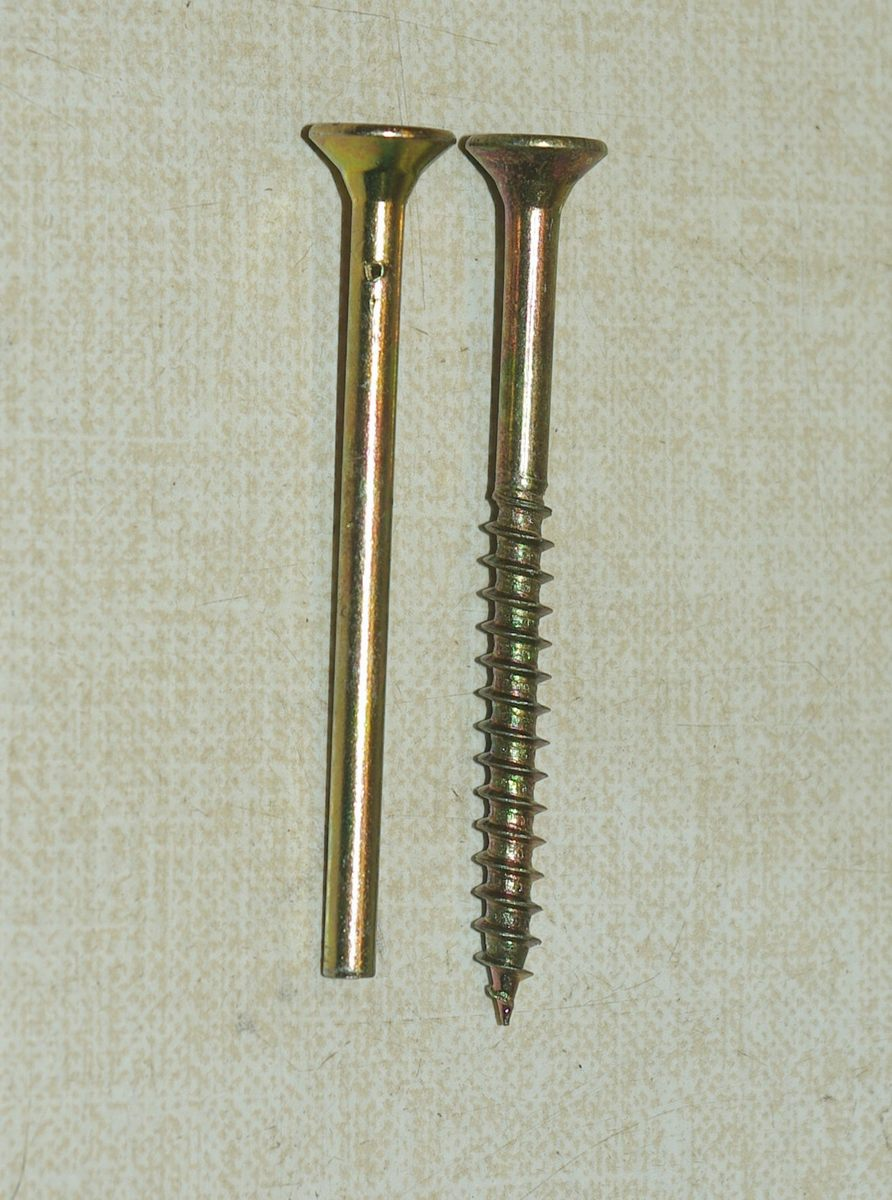
Spanplattenschrauben vor und nach Einwalzen des Gewindes

Gewindewalzen, oftmals auch Gewinderollen genannt, ist eine Variante des Walzens und dient zur Fertigung von Gewinden. Hauptsächlich angewandt wird das Verfahren bei der Herstellung von Schrauben.
Die Umformung beruht auf der Erzeugung von Druckspannungen durch Werkzeuge, die sich auf dem Werkstück abbilden.

## Verfahren

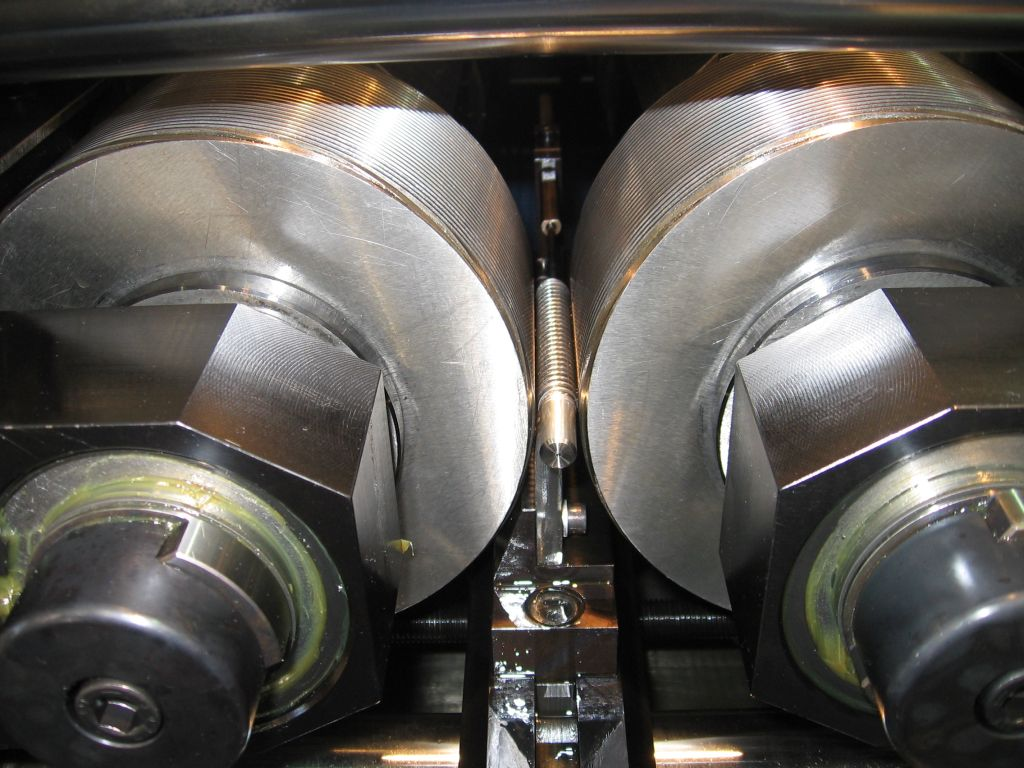
Gewindewalzmaschine

Es gibt verschiedene Arten des Gewindewalzens, die nach der Art der verwendeten Werkzeuge unterschieden werden:
- Flachbackenwalzen: Das Rohteil wird zwischen zwei profilierten Flachbacken bearbeitet, die linear zueinander verschoben werden.
- Segmentwalzen: Das Rohteil wird zwischen einer segmentförmigen Profilfläche und einer Rolle bearbeitet, die sich in der Profilfläche dreht.
- Einstechverfahren und Durchlauf-Axialschubverfahren: Das Rohteil wird zwischen zwei profilierten Rollen bearbeitet.

## Vorteile
Das Gewindewalzen ist wesentlich schneller und bei großen Stückzahlen kostengünstiger als andere Methoden zur Herstellung von Gewinden, namentlich das Gewindeschneiden. Weitere Vorteile sind:
- Die Korngrenzen werden anders als beim Schneiden nicht unterbrochen
- Durch die Kaltumformung wird eine Oberflächenverfestigung erreicht
- Presspolierte Gewindeflanken
- Höhere Verschleißfestigkeit
- Reduzierte Kerbempfindlichkeit
- Keine Späne, dadurch geringerer Materialbedarf.

Besonders vorteilhaft ist das Gewinderollen bei schwer zerspanbaren Metallen und deren Legierungen.